# 吾丘衍

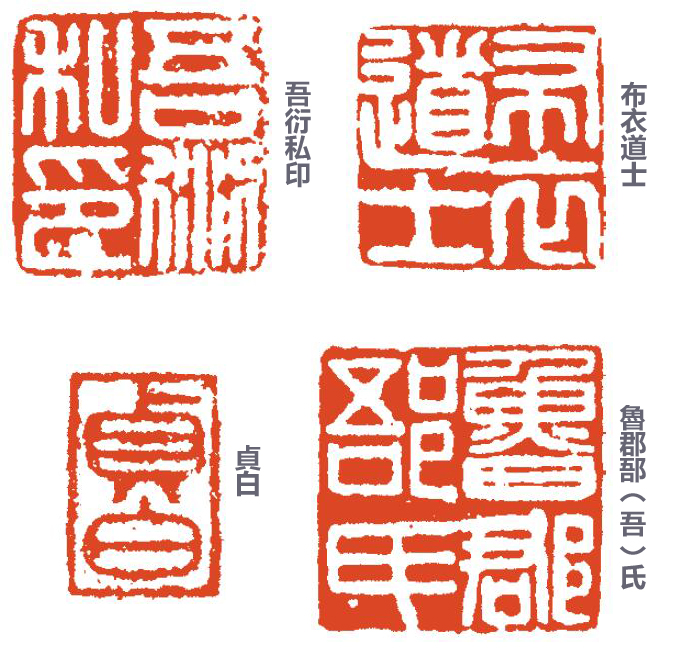
吾丘衍の篆刻作品

吾丘 衍（ごきゅう えん、1272年 - 1311年）は、元代初期の著述家・文人である。中国最初の篆刻理論書を著して篆刻芸術の指針と示した。吾衍ともいう。字は子行、号は竹房・貞白居士。衢州開化県に生まれ、杭州銭塘県に住んだ。

## 生涯
博学であったが生涯仕官することなく、個人教授などで生計を立て、著述に励んだ。十八歳年長の趙孟頫と交流し、篆刻理論を伝えた。婚姻についてトラブルに巻き込まれ逮捕されて、後に入水し自ら命を絶った。
『新元史』文苑伝にその生涯が伝えられている。門弟に呉叡（字は孟思）・褚奐が育った。

## 学古編
吾丘衍の著した『学古編』は中国最初の篆刻理論書として篆刻芸術の在り方を示した。その著で尚古主義を唱え、漢銅印への復古を説いて九畳篆の陋習を打破した。明の何震『続学古編』、清の桂馥『続三十五挙』・『再続三十五挙』、黄子高・呉咨『続三十五挙』、姚晏『再続三十五挙』など、長期に亙ってその理論が信奉され発展した。

## 著作
- 『尚書要略』
- 『周秦刻石釈音』
- 『学古編』
- 『印式』
- 『九歌譜』
- 『十二月楽譜』
- 『竹素山房集』